# Barbara Freitag
Barbara Freitag-Rouanet (Obernzell, 26 de novembro de 1941) é uma brasilianista, socióloga, professora emérita da Universidade de Brasília.

## Vida
Nascida na Alemanha, emigrou com sua família para o Brasil em 1948, quando ela tinha sete anos. Fez o curso primário e o secundário no Brasil, estudando no Colégio de Itajubá,  em  Minas  Gerais, e  no  Colégio Farroupilha e no Colégio Júlio de Castilhos, no Rio Grande do Sul. Os estudos superiores realizou na  Alemanha.
Graduou-se em Sociologia, Psicologia e Filosofia na Universidade de Frankfurt e Universidade de Berlim, tendo sido aluna de Theodor Adorno e Max Horkheimer. Obteve seu doutorado na Universidade Técnica de Berlim e fez sua Habilitação na Universidade Livre de Berlim. Lecionou nestas e em outras universidades europeias. No Brasil, trabalhou por trinta anos na Universidade de Brasília como docente e pesquisadora, tendo recebido o título de Professora Emérita.
Foi casada com o diplomata e escritor brasileiro Sérgio Paulo Rouanet e tem uma filha, Adriana Rouanet, que é produtora cultural.

## Realizações
Foi responsável por difundir no Brasil o pensamento da Escola de Frankfurt, em especial o de Jurgen Habermas. Na Alemanha, por sua vez, foi responsável por divulgar autores do pensamento social brasileiro, como Gilberto Freyre, Celso Furtado e Florestan Fernandes, tema de sua dissertação de mestrado.
 

Também se destaca por suas reflexões no campo da educação. Segundo Coelho,
A  tese  de  doutorado  foi  publicada  no  livro  Escola,  Estado  e Sociedade, que teve grande repercussão no país. O livro incomodou os militares, porque trazia uma abordagem transformadora da escola. Barbara mostrou que se a instituição escolar pode ser vista, segundo Althusser, como uma instância de reprodução da ideologia dominante, é mais do que isso, porque contribui para superar os déficits cognitivos no  desenvolvimento  psicogenético  das  crianças  de  classe  baixa.  A importância da escola foi analisada em outros livros, como o Diário de uma Alfabetizadora, no qual defendeu que a alfabetização não é apenas  domínio  de  uma  técnica,  mas  também  condição  necessária para que a pessoa utilize sua capacidade de pensar e para que veja o mundo segundo as categorias do pensamento lógico. 
Na Unesco ocupou a cadeira intitulada "Cidade e Meio Ambiente". Coordenou um projeto integrado de pesquisa que estudou a transferência de capitais brasileiros. É membra eleita da Academia Brasileira de Filosofia (2013).

## Escritos
- A Teoria Crítica: Ontem e Hoje (1984) ISBN 9788511140606
- O livro didático em questão (Coleção Educação contemporânea)  (1989) ISBN 8524901667
- Itinerários de Antigona: A questão da moralidade  (1992) ISBN 8530801849
- O diário de uma alfabetizadora, 2ª ed. (2006) ISBN 978-8530801229
- Dialogando com Jürgen Habermas  (2005) ISBN 8528201325
- Teorias da Cidade (2006) ISBN 9788530808242
- Escola, Estado e Sociedade, 2ª ed. (2006)  ISBN 9788588208636
- Capitais migrantes e Poderes peregrinos: O caso do Rio de Janeiro (2009) ISBN 9788530808921

## Nota
- Este artigo foi inicialmente traduzido, total ou parcialmente, do artigo da Wikipédia em inglês cujo título é «Barbara Freitag».